# Tempio di Meenakshi

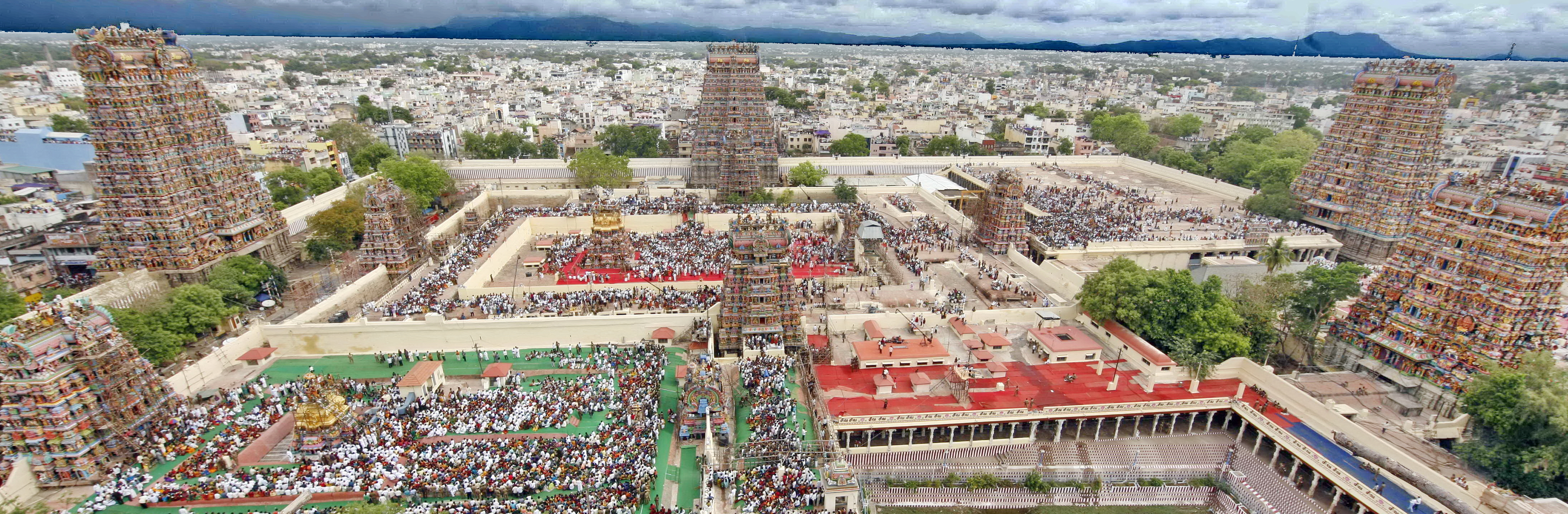
Una veduta aerea della città di Madurai dalla cima del tempio di Meenakshi Amman

Il tempio di Meenakshi Amman (chiamato anche: "Meenakshi Sundareswarar Temple", "Tiru-aalavaai" e "Meenakshi Amman Kovil") è uno storico tempio indù situato sulla riva meridionale del fiume Vaigai nella città tempio di Madurai in Tamil Nadu, lo stato federato dell'India meridionale. È dedicato a Parvati, nota come Meenakshi, ed al suo consorte Shiva, qui chiamato per l'occasione Sundareswarar.
Il tempio è il cuore e la linfa vitale della più che bimillenaria città vecchia di Madurai oltre ad essere un simbolo significativo per le persone tamil, di cui si parla fin dall'antichità nella letteratura Tamil anche se la struttura attuale fu costruita tra il 1623 e il 1655. Ospita 14 gopurams (torri "gateway"), che vanno da 45 a 50m. di altezza; la più alta è la torre sud, di 51,9 metri: possiede inoltre due vimana scolpiti dorati e i garbhagriha o santuari delle principali divinità.

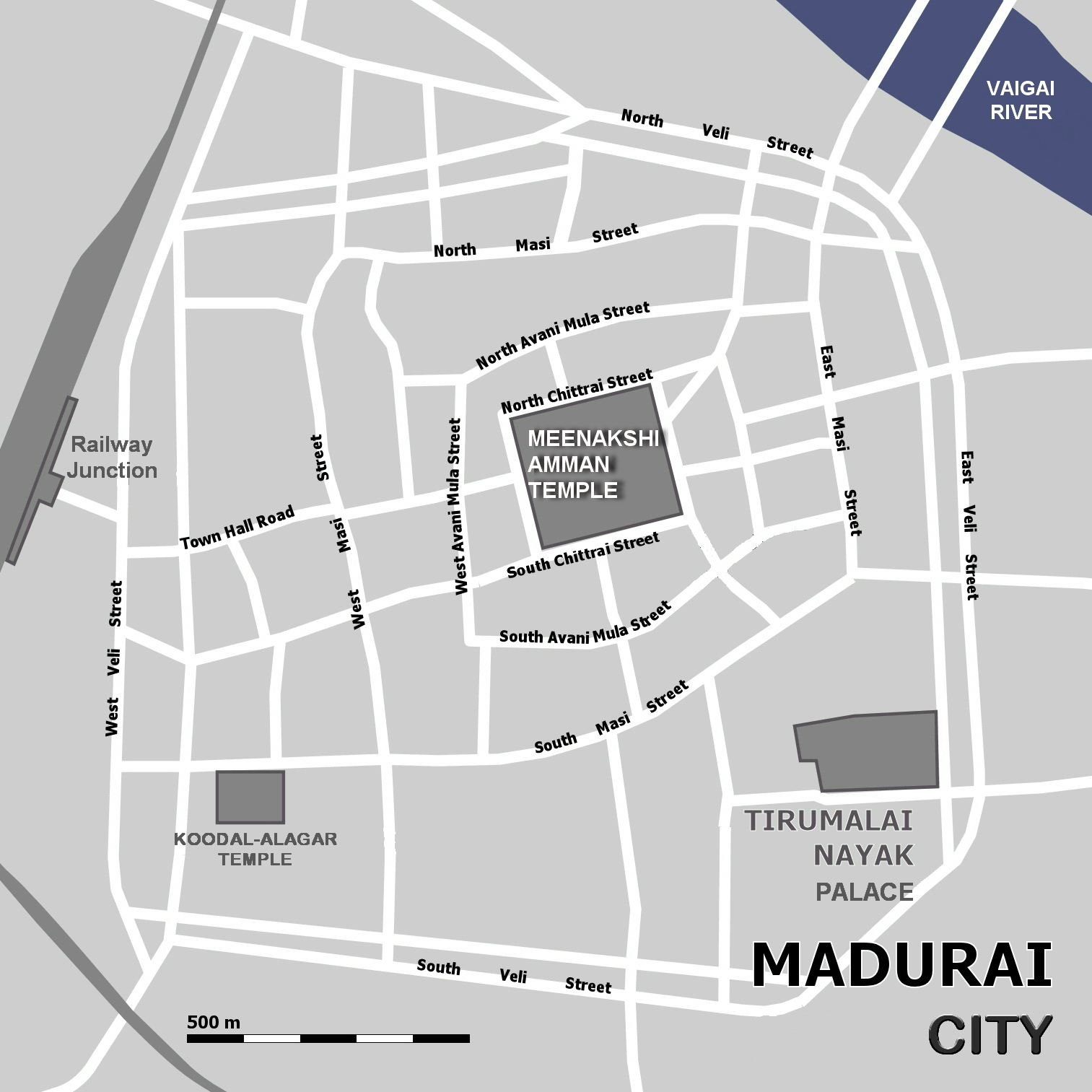
Posizione del tempio all'interno della città.

Il tempio attira 15.000 visitatori al giorno, circa 25.000 il venerdì, e riceve un reddito annuo di sessanta milioni di ₹ (rupie). Ci sono circa 33.000 sculture nel tempio. È stato nella lista dei top 30 candidati per le Nuove sette meraviglie del mondo. Il tempio è il punto di riferimento più importante e di attrazione turistica più visitata della città. Il festival annuale di 10 giorni, il "Meenakshi Tirukalyanam festival", celebrato nei mesi di aprile e maggio, attira 1 milione di visitatori.

## Il tempio

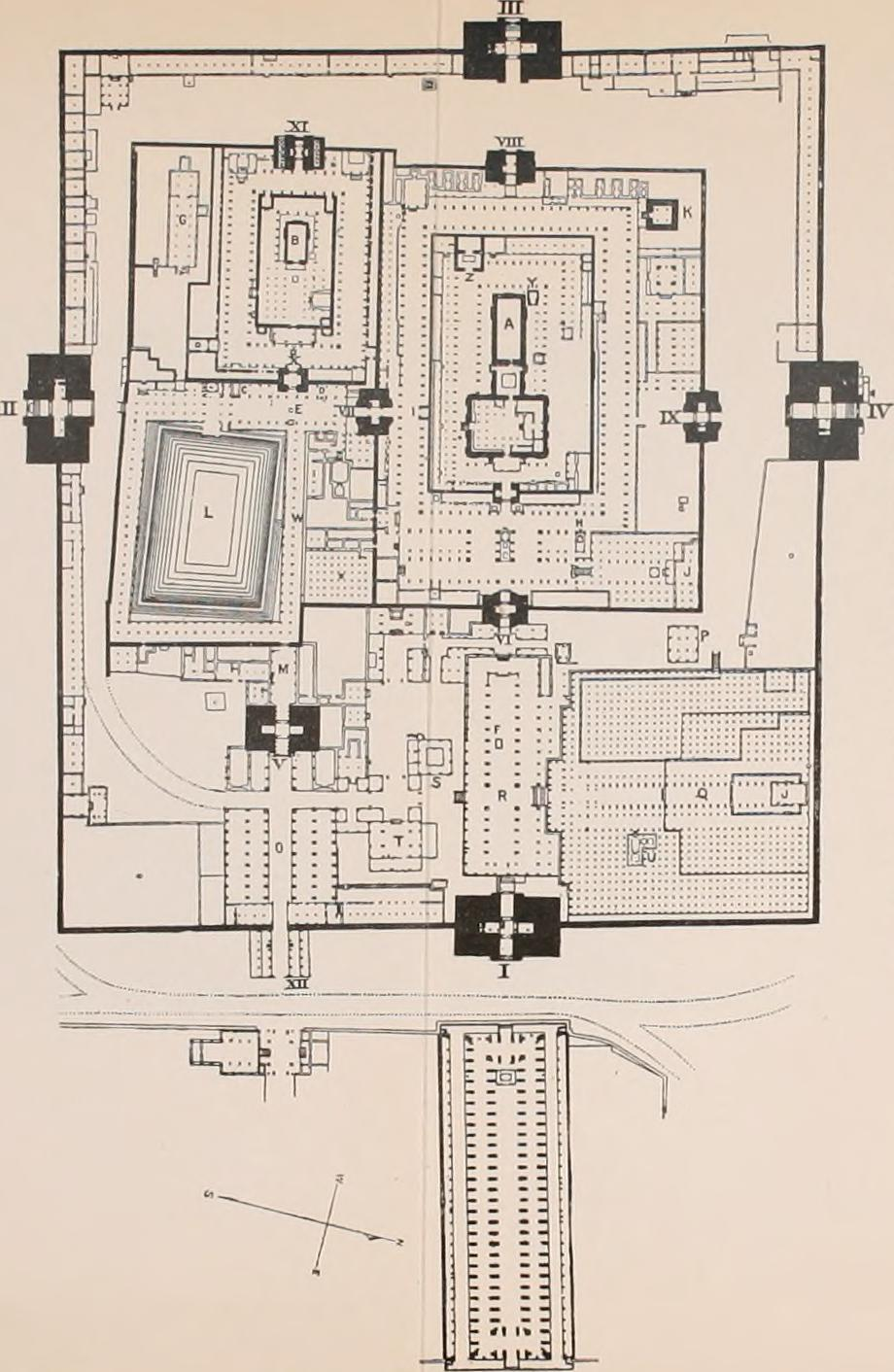
Planimetria del tempio.

### Architettura
Il tempio è il centro geografico e rituale dell'antica città di Madurai e uno dei più grandi complessi templari dell'intero Tamil Nadu. Il complesso del tempio è diviso in una serie di recinti quadrangolari concentrici contenuti da alte mura. Si tratta di uno dei pochi templi del Sud ad avere quattro ingressi che si affacciano nelle quattro direzioni.
Vishwantha Nayaka avrebbe ridisegnato la città di Madurai in conformità con i principi stabiliti dallo Śilpa Śāstra (contenente le regole più significanti dell'architettura) maggiormente rilevanti per la pianificazione urbana. La città è stata disposta a forma di piazza con una serie di strade concentriche culminanti col tempio. Queste piazze continuano a mantenere i loro nomi tradizionali, Aadi, Chittirai, Avani-Moola e Masi, corrispondenti ai nomi dei mesi Tamil.
I classici dell'antica tradizione tamil menzionano che il tempio era il centro della città e alle strade capitava di essere irradiatrici della struttura come il fior di loto ed i suoi petali. Il prakaram (recinto esterno) e le strade accolgono un calendario di festival elaborati in cui processioni drammatiche seguono un percorso circumambulatorio a varie distanze dal centro. I veicoli impiegati per le processioni sono via via sempre più massicci ad indicare l'ulteriore loro viaggio in direzione del centro. Il complesso si trova in circa 45 acri (180.000 m 2).

### Gopuram
Il tempio è circondato da 14 gopuram, il più alto dei quali, la famosa torre sud, sale ad oltre 52 m d'altezza ed è stata costruita nel 1559. Il più antico tra i gopuram è quello orientale, costruito da Maravarman Sundara Pandyan tra il 1216e il 1238 Ogni gopuram è una struttura a più piani, coperto con migliaia di figure in pietra di animali, dei e demoni dipinti con colori vivaci.
L'esterno dei gopuram presenta una torre a picco piramidale incrostata di figure in gesso, mentre l'interno funge da ingresso al recinto interno del santuario dedicato a Sundareswarar.

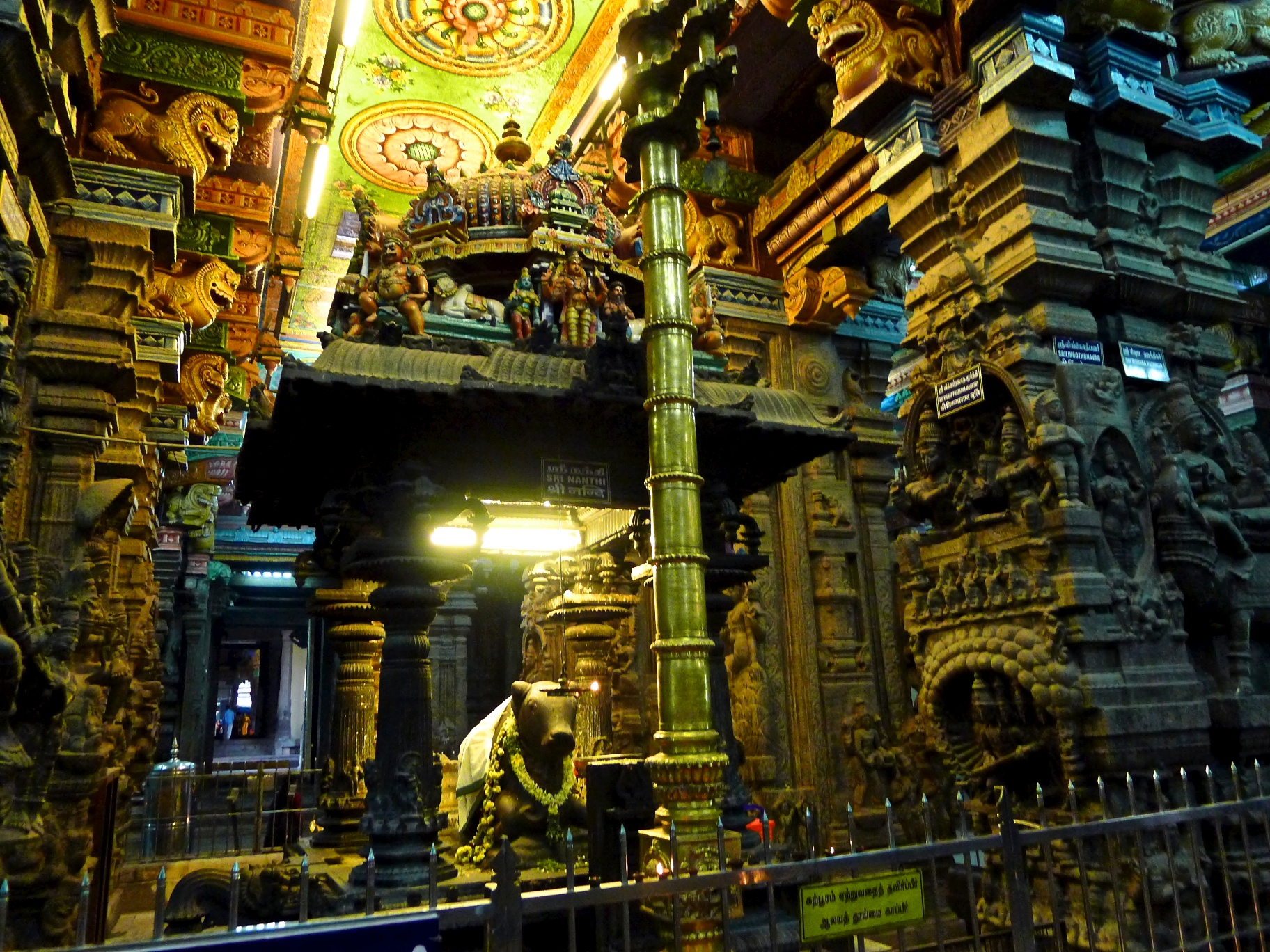
L'interno del santuario.

## Note

La torre a Nord.